# Cuyler
Cuyler è un comune degli Stati Uniti d'America, situato nello Stato di New York, nella contea di Cortland.